# Teddy Da Costa
Teddy Da Costa (* 17. Februar 1986 in Melun) ist ein französisch-polnischer Eishockeyspieler, der seit 2017 bei KS Cracovia in der polnischen Ekstraliga unter Vertrag steht. Seine Brüder Gabriel und Stéphane sind ebenfalls Eishockeyspieler.

## Karriere
Teddy Da Costa begann seine Karriere als Eishockeyspieler in seiner französischen Heimat in der Nachwuchsabteilung von Viry-Châtillon Essonne Hockey. Von dort wechselte er zur Saison 2004/05 zum Gap Hockey Club, für den er in dieser Spielzeit sein Debüt im professionellen Eishockey gab, als er in insgesamt 24 Spielen in der Ligue Magnus zum Einsatz kam, in denen er zehn Tore erzielte und vier Vorlagen gab. Von 2005 bis 2010 spielte der Center für Zagłębie Sosnowiec in der polnischen Ekstraliga. Anschließend kehrte er nach Frankreich zurück, wo er für die Saison 2010/11 einen Vertrag beim Spitzenverein Rouen Hockey Élite 76 erhielt. Mit diesem gewann er auf Anhieb das Double aus Meistertitel und Coupe de France.
Zur Saison 2011/12 wurde er von GKS Tychy aus der Ekstraliga verpflichtet und spielte dort bis zum Ende der Saison 2012/13. Anschließend unterschrieb er einen Vertrag bei Hokki aus der zweitklassigen finnischen Mestis. Zur folgenden Spielzeit (2014/15) wurde er von Tappara aus der höchsten finnischen Liga, der Liiga verpflichtet, in der Saison 2015/16 spielte er für die Pelicans Lahti und Vaasan Sport ebenfalls in der Liiga.
Zu Beginn der Saison 2016/17 wurde Da Costa von Orli Znojmo verpflichtet, der am Spielbetrieb der Österreichischen Eishockey-Liga teilnimmt.

### International
Für Frankreich nahm Da Costa im Juniorenbereich an den U18-Junioren-B-Weltmeisterschaften 2003 und 2004 sowie den U20-Junioren-B-Weltmeisterschaften 2005 und 2006 teil.
Im Seniorenbereich stand er im Aufgebot seines Landes bei den Weltmeisterschaften 2011 und 2012.

## Erfolge und Auszeichnungen
- 2011 Französischer Meister mit Rouen Hockey Élite 76
- 2011 Coupe de France mit Rouen Hockey Élite 76

## Statistik
(Stand: Ende der Saison 2011/12)